# ليتوبوثريوم أمسيكانسيس
ليتوبوثريوم أمسيكانسيس (الاسم العلمي: Litobothrium amsichensis) هي نوعٌ من الديدان الشريطية ضمن فصيلة ليتوبوثريدا.
وُصفت للمرة الأولى في الصمام الحلزوني (عضوٌ هضمي) لعينةٍ من القرش العِفريت اصطيدت في نيوساوث ويلز في أستراليا، وذلك مع مارسوبيوبوثريوم غوبيلنوس (الاسم العلمي: Marsupiobothrium gobelinus).